# Liova Bi-2
Iagor Mihailavici Bortnik (în belarusă Ягор Міхайлавіч Бортнік; n. 2 septembrie 1972, Minsk, RSS Bielorusă, URSS), cunoscut sub pseudonimul Liova Bi-2 (în belarusă Лёва Би Два), este un cântăreț belarus. Este unul din cântăreții care au înființat formația Bi-2.